# پوتسنویسیدل
پوتسنویسیدل (به آلمانی: Potzneusiedl) یک Landgemeinde و شهرستان اتریش در اتریش است که در Neusiedl am See District واقع شده‌است.

## نگارخانه

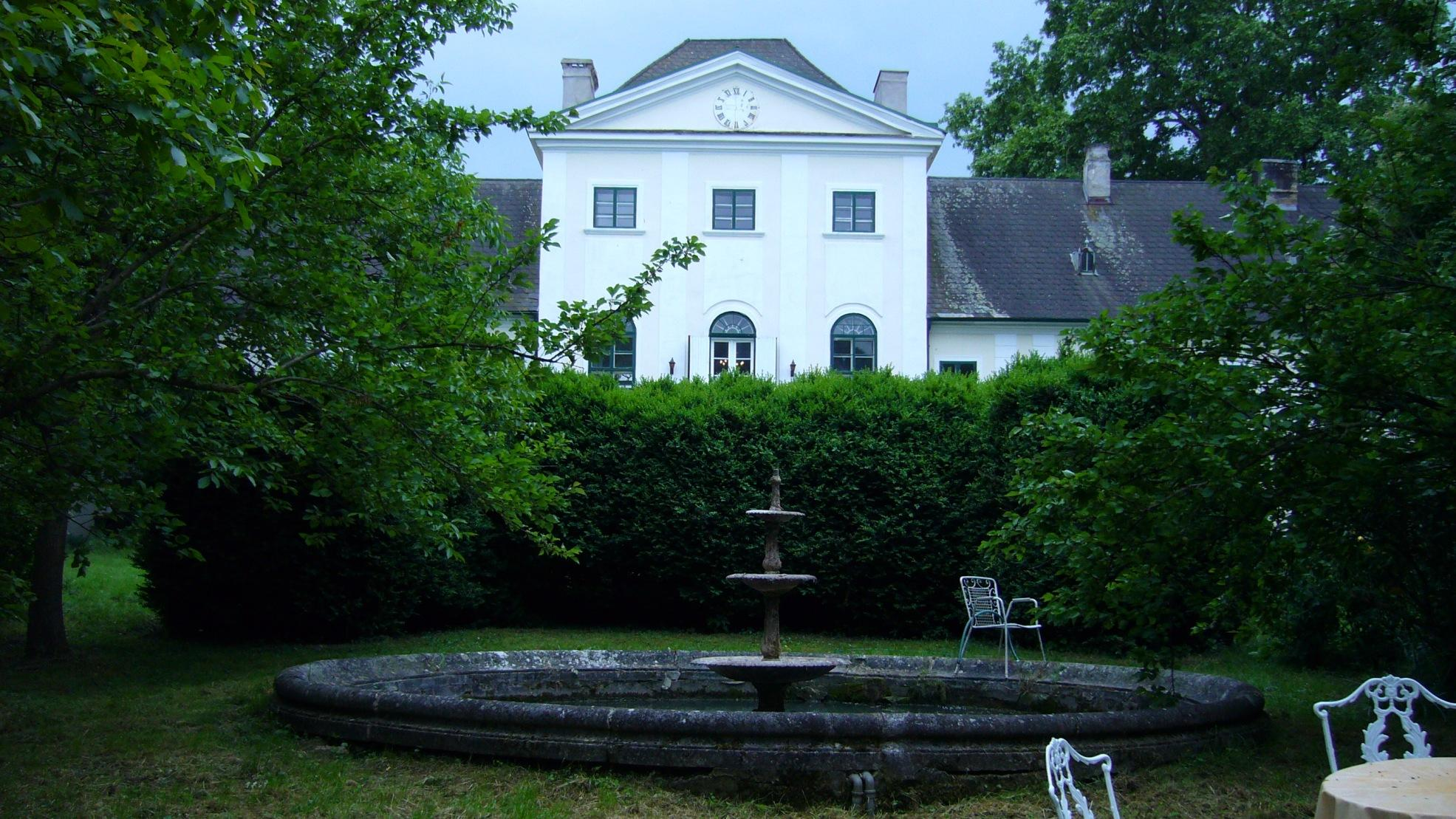
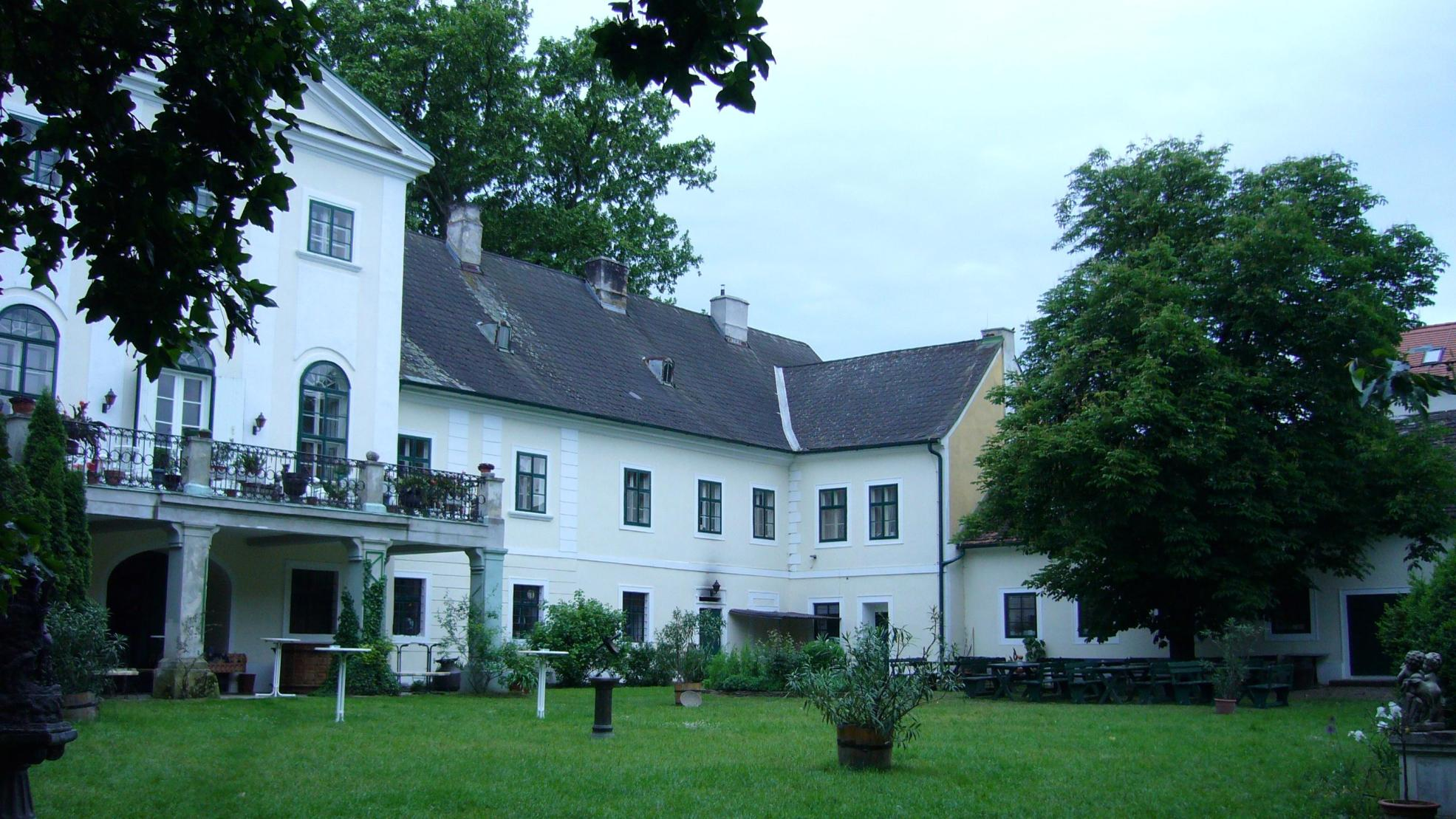

## خصوصیات
پوتسنویسیدل ۵۱۳ نفر جمعیت دارد.